# Сент-Пітерс (Міссурі)
Сент-Пітерс (англ. St. Peters) — місто (англ. city) в США, в окрузі Сент-Чарлз штату Міссурі. Населення — 57 732 особи (2020).

## Географія
Сент-Пітерс розташований за координатами 38°47′1″ пн. ш. 90°36′18″ зх. д. / 38.78361° пн. ш. 90.60500° зх. д. (38.783520, -90.605075).  За даними Бюро перепису населення США в 2010 році місто мало площу 57,93 км², з яких 57,93 км² — суходіл та 0,00 км² — водойми.

### Клімат
| Клімат : Сент-Пітерс    | Клімат : Сент-Пітерс | Клімат : Сент-Пітерс | Клімат : Сент-Пітерс | Клімат : Сент-Пітерс | Клімат : Сент-Пітерс | Клімат : Сент-Пітерс | Клімат : Сент-Пітерс | Клімат : Сент-Пітерс | Клімат : Сент-Пітерс | Клімат : Сент-Пітерс | Клімат : Сент-Пітерс | Клімат : Сент-Пітерс | Клімат : Сент-Пітерс |
| Показник                | Січ.                 | Лют.                 | Бер.                 | Квіт.                | Трав.                | Черв.                | Лип.                 | Серп.                | Вер.                 | Жовт.                | Лист.                | Груд.                | Рік                  |
| Абсолютний максимум, °C | 22,8                 | 25,6                 | 31,1                 | 33,9                 | 33,9                 | 40,0                 | 42,2                 | 41,7                 | 38,9                 | 33,9                 | 28,9                 | 23,9                 | 41,7                 |
| Середній максимум, °C   | 3,3                  | 6,7                  | 12,8                 | 19,4                 | 24,4                 | 30,0                 | 32,2                 | 31,7                 | 27,2                 | 21,1                 | 12,8                 | 5,6                  | 19,0                 |
| Середній мінімум, °C    | −7,2                 | −4,4                 | 0,0                  | 5,6                  | 11,1                 | 16,7                 | 20,0                 | 18,9                 | 13,9                 | 7,2                  | 2,2                  | −3,9                 | 6,7                  |
| Абсолютний мінімум, °C  | −28,9                | −27,2                | −16,7                | −5,6                 | 1,1                  | 1,7                  | 8,9                  | 7,2                  | 1,7                  | −5,6                 | −15,6                | −27,8                | −28,9                |
| Норма опадів, мм        | 44                   | 50                   | 88                   | 100                  | 106                  | 95                   | 106                  | 81                   | 74                   | 70                   | 87                   | 73                   | 963                  |
| ----------------------- | -------------------- | -------------------- | -------------------- | -------------------- | -------------------- | -------------------- | -------------------- | -------------------- | -------------------- | -------------------- | -------------------- | -------------------- | -------------------- |

## Демографія
Згідно з переписом 2010 року, у місті мешкало 52 575 осіб у 20 861 домогосподарстві у складі 14 244 родин. Густота населення становила 908 осіб/км².  Було 21717 помешкань (375/км²).
Расовий склад населення:
| - 91,7 % — білих - 3,7 % — чорних або афроамериканців - 1,8 % — азіатів - 0,2 % — корінних американців - 0,1 % — вихідців з тихоокеанських островів |

До двох чи більше рас належало 1,8 %. Частка іспаномовних становила 2,5 % від усіх жителів.
За віковим діапазоном населення розподілялося таким чином: 23,2 % — особи молодші 18 років, 65,4 % — особи у віці 18—64 років, 11,4 % — особи у віці 65 років та старші. Медіана віку мешканця становила 38,8 року. На 100 осіб жіночої статі у місті припадало 93,1 чоловіків;  на 100 жінок у віці від 18 років та старших — 90,6 чоловіків також старших 18 років.
Середній дохід на одне домашнє господарство  становив 82 643 долари США (медіана — 70 325), а середній дохід на одну сім'ю — 98 243 долари (медіана — 86 372). Медіана доходів становила 57 446 доларів для чоловіків та 44 199 доларів для жінок. За межею бідності перебувало 3,8 % осіб, у тому числі 4,5 % дітей у віці до 18 років та 4,1 % осіб у віці 65 років та старших.
Цивільне працевлаштоване населення становило 30 689 осіб. Основні галузі зайнятості: освіта, охорона здоров'я та соціальна допомога — 21,4 %, роздрібна торгівля — 12,5 %, виробництво — 11,9 %.